# Estnische Badmintonmeisterschaft 2016
Die Estnische Badmintonmeisterschaft 2016 fand vom 5. bis zum 7. Februar 2016 in Tartu statt. Es war die 52. Austragung der Titelkämpfe.

## Medaillengewinner
| Disziplin    | Gold                                | Silber                             | Bronze                       |
| ------------ | ----------------------------------- | ---------------------------------- | ---------------------------- |
| Herreneinzel | Raul Must                           | Heiko Zoober                       | Kaspar Kapp                  |
| Dameneinzel  | Kati Tolmoff                        | Kristin Kuuba                      | Laura Vana                   |
| Herrendoppel | Kristjan Kaljurand Raul Käsner      | Karl Kivinurm Vahur Lukin          | Mikk Õunmaa Heiko Zoober     |
| Damendoppel  | Kati-Kreet Marran Sale-Liis Teesalu | Kristin Kuuba Helina Rüütel        | Hannaliina Piho Liisa Tannik |
| Mixed        | Raul Käsner Helina Rüütel           | Kristjan Kaljurand Laura Kaljurand | Ants Mängel Laura Vana       |